# Fred Greenstein
Fred Irwin Greenstein (* 1. September 1930 in New York; † 3. Dezember 2018 in Princeton, New Jersey) war ein US-amerikanischer Politikwissenschaftler, bekannt für seine Arbeiten zur politischen Führung und zur Rolle der Persönlichkeit in der amerikanischen Politik. Seine Forschung fokussierte sich besonders auf die Präsidentschaft der Vereinigten Staaten und die psychologischen Aspekte politischer Führung.

## Leben und Ausbildung
Fred Greenstein absolvierte sein Bachelor-Studium am Antioch College. Er promovierte 1960 an der Yale University, wo er unter anderem von Harold Lasswell, einem Pionier der politischen Psychologie, geprägt wurde. Greenstein entwickelte im Laufe seiner Karriere eine innovative und interdisziplinäre Methodik, die Ansätze aus der Politikwissenschaft mit Erkenntnissen der Psychologie kombinierte. Greenstein verstarb am 3. Dezember 2018 in Princeton, New Jersey. Zuvor litt er an der Krankheit Parkinson.

## Akademische Laufbahn
Greenstein begann seine akademische Laufbahn an der Yale University, wechselte jedoch später an die Wesleyan University und schließlich an die Princeton University, wo er bis zu seiner Emeritierung 2001 lehrte. In Princeton war er als Professor an der Woodrow Wilson School of Public and International Affairs tätig und widmete sich dort intensiv der Ausbildung und Forschung zur politischen Führung.

## Forschungsschwerpunkte
Fred Greenstein wird oft für seine Arbeiten zur „politischen Führung“ und für die Untersuchung der „Präsidentschaftspersönlichkeit“ gewürdigt. Sein Werk "The Presidential Difference: Leadership Style from FDR to Barack Obama" (deutsch: „Der Unterschied des Präsidenten: Führungsstile von FDR bis Barack Obama“) ist ein Standardwerk in der amerikanischen Politikwissenschaft. In diesem Buch analysiert er die Persönlichkeiten und Führungsstile der amerikanischen Präsidenten seit Franklin D. Roosevelt und zeigt auf, wie deren psychologische Eigenschaften politische Entscheidungen beeinflussten.

## Der Einfluss von Persönlichkeit auf die Politik
In seinem Werk Personality and Politics argumentierte Greenstein, dass die Persönlichkeit eines Präsidenten entscheidend für den Erfolg oder Misserfolg einer Amtsführung sei. Dabei definierte er sechs Hauptkriterien für die Bewertung präsidialer Persönlichkeit und Führung: Öffentliches Auftreten, Organisationsfähigkeit, politisches Geschick, kognitive Fähigkeit, emotionale Intelligenz und die Fähigkeit, einer Krise zu begegnen. Er stellte fest, dass emotional stabile und kognitiv fähige Präsidenten wie Franklin D. Roosevelt oder Dwight D. Eisenhower in der Regel effektiver waren als ihre weniger stabilen oder weniger fähigen Amtskollegen.

## Auszeichnungen und Vermächtnis
Greenstein erhielt zahlreiche Auszeichnungen für seine Beiträge zur Politikwissenschaft, darunter den prestigeträchtigen Lifetime Achievement Award der American Political Science Association. Seine Arbeiten werden häufig zitiert und bleiben ein wesentlicher Bestandteil der politischen Psychologie und der Präsidentschaftsforschung. Greensteins interdisziplinärer Ansatz beeinflusst die Politikwissenschaft bis heute und regt weiterhin Diskussionen über die Bedeutung der Persönlichkeit in der Politik an.

## Veröffentlichungen (Auswahl)
- "Leadership in the Modern Presidency" (1988)
- "The Presidential Difference: Leadership Style from FDR to Barack Obama" (2000, mehrfach aktualisiert)

- Personality and Politics: Problems of Evidence, Inference, and Conceptualization (1969)
- The Handbook of Political Science (1975) (editor, with Nelson W. Polsby)
- The Hidden-Hand Presidency: Eisenhower as Leader (1982)
- How Presidents Test Reality: Decisions on Vietnam, 1954 and 1965 (1989) (with John Burke)
- The Presidential Difference: Leadership Style from FDR to Clinton (2000)
- Inventing the Job of President: Leadership Style from George Washington to Andrew Jackson (2009)[5]